# Mormopterus
Mormopterus — рід кажанів родини молосових з Південної Америки, Африки, Австралії.

## Види
- Mormopterus acetabulosus (Hermann, 1804)
- Mormopterus beccarii (Peters, 1881)
- Mormopterus doriae (K. Andersen, 1907)
- Mormopterus eleryi (Reardon & McKenzie, 2008)
- Mormopterus francoismoutoui (Goodman, Jansen van Vuuren, Ratrimomanarivo, Probst & Bowie, 2008)
- Mormopterus jugularis (Peters, 1865)
- Mormopterus kalinowskii (Thomas, 1893)
- Mormopterus loriae (Thomas, 1897)
- Mormopterus minutus (Miller, 1899)
- Mormopterus norfolkensis (Gray, 1840)
- Mormopterus phrudus (Handley, 1956)
- Mormopterus planiceps (Peters, 1866)

## Морфологія
Морфометрія. Довжина голови й тіла: 43—65 мм, хвіст: 27—40 мм, передпліччя: 29—41 мм, вага: 6—19 гр.
Опис. Забарвлення верху темно-коричневе, сірувато-коричневе чи вугільне, низ зазвичай світліший. Mormopterus характеризують малі розміри й відокремлені, стоячі вуха.

## Стиль життя
Ці кажани, знайдені в тропічних лісах, рідколіссях, відкритих площах і містах, ночують в основному на дахах і в дуплах дерев. Вони, як правило, харчуються комахами над кронами дерев, відкритою водою, але іноді бігають за здобиччю на землі, політ швидкий і прямий. Колонії розрізняються за кількістю з менш ніж 10 до кількох сотень осіб. Єдине маля народжується в грудні або січні (влітку).